# Jajuru, Arsikere
Jajuru là một làng thuộc tehsil Arsikere, huyện Hassan, bang Karnataka, Ấn Độ.